# 米哈利切
48°46′58″N 25°33′24″E / 48.78278°N 25.55667°E
米哈利切（烏克蘭語：Михальче），是烏克蘭的村落，位於該國西部伊萬諾-弗蘭科夫斯克州，由科洛梅亚区負責管轄，始建於1446年，面積16.7平方公里，2001年人口801，人口密度每平方公里48.1人。